# Instituto Sul-Americano de Governo em Saúde
O Instituto Sul-Americano de Governo em Saúde (ISAGS) da União de Nações Sul-Americanas (Unasul) é uma entidade intergovernamental de caráter público que tem como principal objetivo promover o intercâmbio, a reflexão crítica, a gestão do conhecimento e a geração de inovações no campo da política e governança em saúde. Segundo o Diretor-Executivo do instituto, José Gomes Temporão, "o ISAGS trabalha em aliança com especialistas e redes instaladas nos doze países da América do Sul para promover as melhores práticas de saúde para os 400 milhões de habitantes dessa parte do mundo".
Criado pelo Conselho de Chefas e Chefes de Estado e de Governo da UNASUL, por proposta do Conselho de Saúde Sul-Americano, reunido em Cuenca, Equador, em abril de 2010, o ISAGS trabalha na construção do Plano Trienal de Trabalho 2012-2015, que resulta das prioridades definidas no Plano Quinquenal 2010-2015 do Conselho de Saúde Sul-Americano.
O plano abrange as necessidades identificadas pelos Ministérios da Saúde dos países membros. Suas atividades também são desenvolvidas em estreita articulação com as Redes e Grupos Técnicos do Conselho de Saúde Sul-Americano.
As três funções básicas do ISAGS são: gestão e produção do conhecimento; desenvolvimento de lideranças; e assessoramento técnico - funções que são desenvolvidas de forma participativa, tanto na identificação de problemas quanto no encaminhamento e compartilhamento de soluções.
Além do Conselho de Saúde Sul-Americano, outros conselhos da UNASUL também propuseram a criação de instituições próprias para desenvolver suas atividades, como o Conselho de Defesa Sul-Americano, cujo Centro de Estudos Estratégicos em Defesa (CEED) funciona na capital da Argentina, Buenos Aires.

## Países-membros
Todas as 12 nações independentes da América do Sul são membros do Conselho de Saúde Sul-Americano da UNASUL e, portanto, são parte do ISAGS.
- Argentina
- Bolívia
- Brasil
- Chile
- Colômbia
- Equador
- Guiana
- Paraguai
- Peru
- Suriname
- Uruguai
- Venezuela

## História

### O Conselho Sul-Americano de Saúde

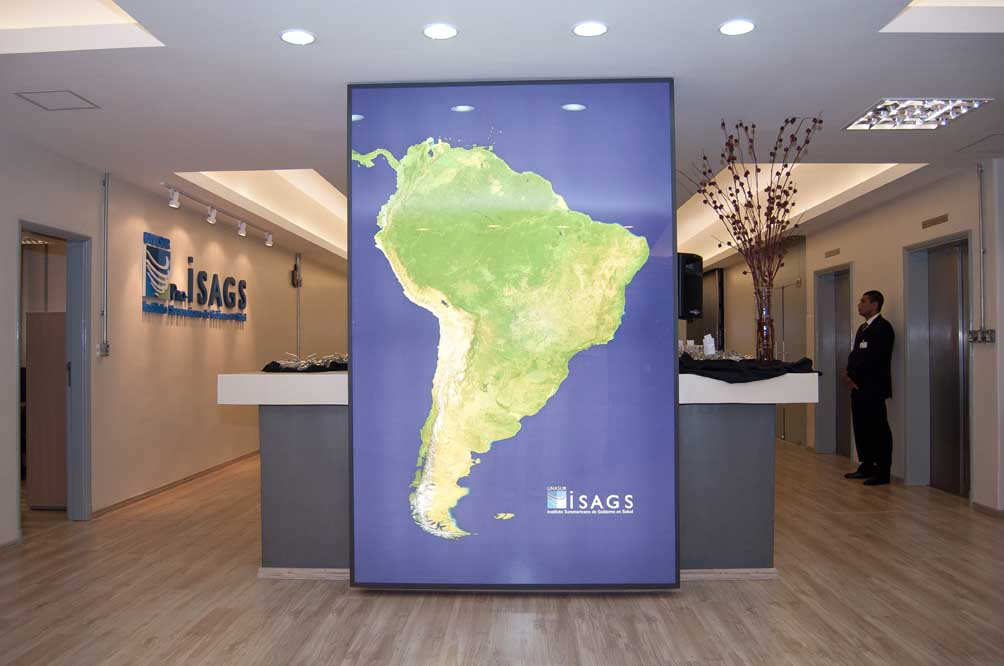
Sede do instituto no Rio de Janeiro

O Conselho de Saúde Sul-Americano (CSS), criado em 10 de dezembro de 2008, também conhecido como Unasul Saúde, é uma instância permanente formada por Ministras e Ministros de saúde dos países membros da UNASUL. O órgão foi elaborado para que se constituísse um espaço de integração sul-americana em matéria de saúde, incorporando os esforços e avanços de outros mecanismos de integração regional, como o MERCOSUL, Organismo Andino de Saúde (ORAS-CONHU) e OTCA, para promover políticas comuns e atividades coordenadas entre os países membros. É também um órgão de consulta e consenso em matéria de saúde, que busca se aprofundar em temas relevantes e fortalecer as políticas públicas destinadas a melhorar as condições de vida dos habitantes da América do Sul.
O Conselho de Saúde Sul-Americano tem como propósito enraizar, na constituição de uma instituição política sul-americana com competência em temas sanitários, o desenvolvimento de soluções para problemas e desafios que transcendam as fronteiras nacionais, desenvolvendo valores e interesses mútuos entre os países vizinhos, facilitando assim a interação das autoridades sanitárias dos Estados Membros mediante o compartilhamento de conhecimento e tecnologia na região.
O Plano Quinquenal do CSS propõe contribuir a integração sul-americana através de cinco eixos: 1) Rede Sul-Americana de Resposta em Saúde; 2) Desenvolvimento de Sistemas de Saúde Universais; 3) Acesso Universal aos Medicamentos; 4) Promoção da Saúde e Ação sobre seus Determinantes Sociais; e 5) Desenvolvimento e Gestão de Recursos Humanos em Saúde.
Ademais, são estabelecidas no Conselho de Saúde Sul-Americano concertações políticas em torno de posições nos foruns mundiais, como, por exemplo, a reforma da OMS.
Em novembro de 2009, por meio da Resolução 05/2009, o Conselho de Saúde Sul-Americano resolve criar o ISAGS e aceitar a oferta do governo brasileiro de sediar o Instituto. Ficou  a cargo do Grupo Técnico de Recursos Humanos a elaboração do projeto do Instituto e seu o Plano de Trabalho será definido pelo Conselho Consultivo.

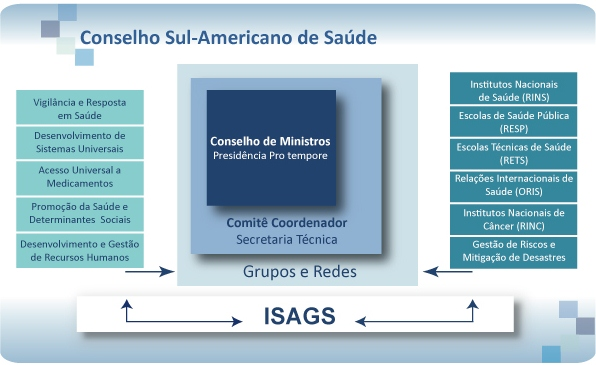
Estrutura do CSS

De acordo de com um de seus idealizadores, Paulo Buss, foi criado para "ser um espaço de análise permanente do impacto das políticas de saúde, incluindo a eficácia dos modelos de atenção implementados e dos recortes a partir dos quais se organizam os programas de saúde, o rol das tecnologias e os novos desafios que se apresentam na organização da rede de serviços de saúde (...) dialoga com as experiências acumuladas por outros centros regionais (como ILPES, CELADE e outros) e deverá interagir com as escolas de pós-graduação no campo da saúde pública e áreas correlatas (meio ambiente, saneamento, proteção social, educação), aplicando no âmbito da capacitação diversos mecanismos docentes presenciais, a distância, itinerantes e recursos tecnológicos os mais variados".
O ISAGS foi inaugurado em 25 de julho de 2011 com a presença da então Secretária-Geral do bloco María Emma Mejía, do então Presidente Pro-Tempore do Conselho de Saúde Sul-Americano Jorge Venegas, do Ministro da Saúde do Brasil Alexandre Padilha, do ex-Ministro das Relações Exteriores do Brasil Celso Amorim e de representantes dos Ministérios de Saúde da Bolívia, Brasil, Chile, Colômbia, Equador, Guiana, Paraguai, Peru, Suriname, Uruguai e Venezuela.

### Realizações
Desde sua criação, o ISAGS já realizou seis oficinas e apoiou encontros que resultaram em publicações e concertações políticas em foruns internacionais.
As ações realizadas foram:
- Sistemas de Saúde da América do Sul[10]
- Comunicação em Saúde[11]
- Sistemas de Vigilância Sanitária da América do Sul[12]
- Vigilância em Saúde[13]
- Saúde Global e Diplomacia da Saúde[14]
- Governança da Saúde, do Ambiente e do Desenvolvimento Sustentável em um Contexto Intersetorial[15]

As oficinas são transmitidas ao vivo pela Internet em português, espanhol e inglês e, depois, convertidas em videoaulas abertas.

## Funções Básicas

### Gestão e Produção de Conhecimento
Organizar o conhecimento em saúde pública e governança em saúde a partir da utilização de resultados validados, da realização de pesquisas, da produção de novas evidências e da inovação em políticas e governança em saúde,com o objetivo de apoiar as tomadas de decisão no setor.

### Desenvolvimento de Lideranças em Gestão
Identificar necessidade, desenvolver programas e apoiar processos de capacitação de recursos humanos estratégicos e de lideranças em saúde para os Estados-membros em articulação com instituições congêneres nacionais e intenacionais. Propiciar um espaço de capacitação e intercâmbio de conhecimentos e experiências através da realização de oficinas presenciais ou virtuais.

### Assessoramento Técnico
Prestar assessoramento técnico dos sistemas e instituições nacionais de saúde com a utilização de novas abordagens metodológicas que promovam a transferência de conhecimento, possibilitando assim a formulação de políticas inovadoras de gestão para as instituições e sistemas de saúde dos países-membros. Desenvolver modelos para avaliar os produtos e as causas e efeitos dessa cooperação, além de assessorar a formulação de políticas externas comuns aos integrantes da UNASUL.

## Configuração Organizacional

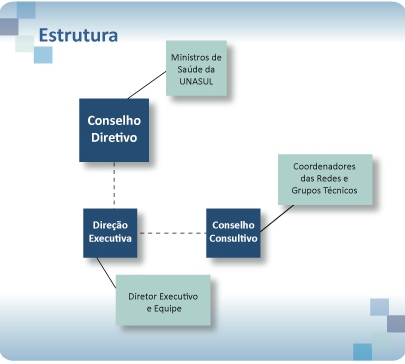
Estrutura do ISAGS

O ISAGS é uma entidade intergovernamental de caráter público, integrante do Conselho de Saúde Sul-Americano da UNASUL. Está conformado pelos Conselhos Diretivo e Consultivo e pela Direção Executiva.
À Direção Executiva, cabe a gestão do Instituto de acordo com seus objetivos, funções, políticas, planos, programas e projetos determinados e aprovados pelo Conselho Diretivo.
O Conselho Diretivo é um órgão permanente de direção do ISAGS, orientando suas atividades em função das prioridades do Conselho de Saúde Sul-Americano. É constituído pelos delegados designados pelos Ministros da Saúde dos países-membros. Ele define as políticas institucionais do ISAGS.
O Conselho Consultivo, que formula recomendações relativas ao planejamento, gestão, execução e avaliação dos programas desenvolvidos pelo Instituto, é formado por:
- Coordenadores Titulares dos Grupos Técnicos
- Coordenadores das Redes de Instituições Estruturantes (veja abaixo)
- Especialistas em áreas críticas de conhecimento em saúde

| Nome                                                    | Missão |
| ------------------------------------------------------- | --- |
| Rede de Vigilância e Resposta em Saúde                  | Articulação de redes de vigilância e resposta dos Estados Membros da Unasul, seguindo o que ficou estabelecido pelo Regulamento Sanitário Internacional (RSI), para que se torne viável a criação de indicadores de fatores de risco, morbidez e mortalidade regional; a criação de um Sistema de Monitoramento e Avaliação (M&E) da rede de vigilância implementada; criação do programa de Capacidade Básica para a Vigilância e Resposta a ESPIN e ESPII, implementados em conformidade com o Regulamento Sanitário Internacional (RSI); implementação de estratégias consensuadas para a prevenção e controle de enfermidades crônicas não transmissíveis; criação de uma rede de Dengue-Unasul para mitigar o impacto da dengue na região; e estímulos ao Programa Sul-Americano de Imunização. |
| Desenvolvimento de Sistemas de Saúde Universais         | Formação de Sistemas de Saúde Universais nos países da América do Sul, reconhecendo o direito intrínseco do cidadão ao acesso à saúde e à abordagem inclusiva. A meta é melhorar os níveis de equidade e o acesso a sistemas de saúde universais e integrais; criar e implementar um mecanismo de monitoramento e avaliação dos sistemas de saúde universais; e garantir a democratização dos mesmos através do fortalecimento dos direitos do cidadão e de sua participação ativa nos espaços de tomadas de decisão. |
| Promoção da Saúde e Ação Sobre os Determinantes Sociais | Fortalecer a promoção da saúde e ação sobre os determinantes sociais com o objetivo de reduzir inequidades em cada um dos países membros, mediante a geração de informações, articulação intersetorial e a participação comunitária na formulação, execução e seguimento das políticas públicas de saúde. |
| Acesso Universal a Medicamentos                         | Desenvolver estratégias e planos de trabalho que melhorem o acesso a medicamentos, buscando elaborar uma política sul-americana de acesso universal a medicamentos e promover a produção e utilização de genéricos. Outro objetivo é propiciar um sistema harmonizado de vigilância e controle de medicamentos na Unasul, de maneira a promover o acesso a medicamentos seguros, eficazes e de qualidade. Outro ponto é a formulação de uma proposta para a criação de uma política de preços que favoreça o acesso a medicamentos e a redução de barreiras ao acesso que se originam da existência de direitos de propriedade intelectual e às barreiras originadas pela falta de incentivo à inovação e desenvolvimento de remédios.                                                               |
| Desenvolvimento de Gestão de Recursos Humanos           | Fortalecer a condução, formulação, implementação e gestão dos Recursos Humanos em saúde. O objetivo é criar políticas sustentáveis de Recursos Humanos nos países membros – atendendo às áreas técnicas da Agenda de Saúde. Também será elaborado um mapeamento de mais informações sobre o processo de desenvolvimento de pessoal nas áreas ressaltadas na Agenda de Saúde, o que inclui a questão da migração de pessoal qualificado e seu impacto nos sistemas de saúde da região, o desenvolvimento de investigação e promoção de lideranças em áreas prioritárias com base nas promoções do Isags, e a capacitação permanente das redes de instituições estruturantes nas áreas prioritárias da Agenda de Saúde da Unasul.                                                                      |

| Nome                                                                                                 | Missão | Criação                      | Membros | Website |  |
| --- | --- | ---------------------------- | --- | --- |  |
| Rede dos Institutos Nacionais de Saúde (RINS)                                                        | Contribuir para o desenvolvimento de políticas de saúde com soluções científicas e tecnológicas para os problemas sanitários. Também busca o desenvolvimento dos Sistemas de Saúde nos países da UNASUL mediantes a integração e o fortalecimento dos Institutos Nacionais de Saúde e seus homólogos | março de 2010                | Países da UNASUL | https://web.archive.org/web/20121030095414/http://www.ins.gob.pe/portal/jerarquia/0/703/red-de-institutos-nacionales-de-salud-de-las-naciones-suramericanas/jer.703 |  |
| Rede Internacional de Educação de Técnicos em Saúde (RETS)                                           | Promover a articulação entre instituições e organizações envolvidas com a formação e qualificação de pessoal técnico da área da saúde na América e no Caribe, Países Africanos de Língua Oficial Portuguesa e Portugal                                                                               | 1997-2001; reativada em 2005 | Países da UNASUL (exceto Suriname e Guiana), Costa Rica, Cuba, El Salvador, Honduras, México, Panamá, Paraguai, PALOP, Portugal | http://www.rets.epsjv.fiocruz.br/ |  |
| Rede de Institutos e Instituições Nacionais do Câncer (RINC)                                         | Articular a cooperação entre instituições públicas de âmbito nacional para elaborar e/ou executar políticas e programas para o controle do câncer na região | 2011                         | Países da UNASUL, Cuba, México, Nicarágua e Panamá                                                                              | http://www.rinc-unasur.org Arquivado em 27 de setembro de 2012, no Wayback Machine.                                                                                 |  |
| Rede de Escolas de Saúde Pública (RESP)                                                              | Constituir uma plataforma proativa para o intercâmbio de conhecimento e construção de capacidade. Promover educação, investigação e intercâmbios técnicos, de modo que se crie uma infraestrutura educacional para o desenvolvimento da força de trabalho em saúde pública                           | 2011                         | Países da UNASUL | http://www.ensp.fiocruz.br/resp/ |  |
| Rede de Assessorias de Relações Internacionais e de Cooperação Internacional em Saúde (REDSSUR-ORIS) | Promover o fortalecimento institucional dos Ministérios de Saúde da UNASUL através do aprimoramento e da intensificação da cooperação interregional, regional e internacional | 2011                         | Países da UNASUL | Não disponível |  |
| Rede de Gestão de Riscos e Mitigação de Desastres                                                    | Reduzir os riscos e a permitir uma resposta oportuna e adequada em situações de desastre mediante um mecanismo de fortalecimento e geração de capacidades nos sistemas de saúde | abril de 2012                | Países da UNASUL | Não disponível |  |